# Гримм, Винцент
Винцент Гримм (венг. Vince Grimm, нем. Vincenz Grimm; около 1800, Вена — 15 января 1872, Пешт) — один из ведущих венгерских шахматистов 1840-х годов, шахматный композитор, литограф, картограф, художник и деятель венгерского шахматного движения; почётный председатель Пештского шахматного клуба. В ходе революции 1848-1849 годов Гримм взял на себя руководящую функцию в венгерской печати банкнот. 

## Биография
В 1823 году Гримм переехалиИз родного города Вены в Пешт, где сначала работал педагогом, позже писцом. В 1831 году он  открыл собственный художественный магазин. В 1839 году Гримм числился в списке соучредителей Общества искусств Пестера.
В 1843 году он основал литографическую типографию, взамен продав свой художественный магазин.
В 1842—1845 годах выступал за команду Пешта (совместно с Й. Сеном и И. Лёвенталем), которая выиграла матч по переписке у шахматистов Парижа — 2 : 0. Как участник Революции 1848—1849 годов был вынужден иммигрировать в Турцию, где принял мусульманскую веру, проживал под именем Мурад-бея; продолжал интересоваться шахматами. Правительство в Константинополе предложило убежище и отказалось выдать эмигрантов Австрии. Почти два десятилетия он работал старшим офицером в картографическом управлении Османского генерального штаба в Алеппо. Вернувшись в Стамбул, он занимался картографическим архивом турецкой армии. Позже, он был привлечен к изготовлению османских банкнот на основе своих специальных знаний. Дополнительно работал частным учителем.
В 1868 году вернулся в Венгрию. По прибытии он был назначен почетным председателем шахматного клуба Пестера.